# Anna de Foix-Candale
Anna de Foix (ur. około 1484, zm. 26 lipca 1506 w Budzie) – hrabianka de Candale, królowa Węgier, Czech i Chorwacji od 1502 r. jako trzecia żona Władysława II Jagiellończyka.
Była córką Gastona II de Foix, hrabiego de Candale i Katarzyny de Foix (córki Gastona IV de Foix). Była spokrewniona z panującą we Francji dynastią Walezjuszów (siostrzenica jej matki, Anna Bretońska była żoną Ludwika XII). Jej ślub z ponad dwadzieścia lat starszym królem czeskim i węgierskim miał przypieczętować sojusz polityczny Jagiellonów z francuskim królem Ludwikiem XII. Sojusz zawiązano przeciw Habsburgom, rozprzestrzeniającym się w środkowej Europie, i ekspansji tureckiej na zachód. Władysław nie szukał córki króla jakiegoś potężnego kraju - wystarczyła mu młoda księżniczka spokrewniona z jakąś wielką dynastią panującą, która byłaby zdolna urodzić potomka.

## Królowa
Ślub per procura został zawarty 23 marca 1502 roku na zamku w Blois. Pół roku później Anna wyruszyła w podróż do nowej ojczyzny. Droga wiodła przez m.in. Wenecję, gdzie pobyt przyszłej królowej został uświetniony regatami gondoli na Canale Grande – młoda księżniczka była w centrum polityki europejskiej. Osiemnastoletnia Anna przybyła na Węgry najprawdopodobniej 26 września tego samego roku. 29 września 1502 roku została koronowana na królową Węgier w katedrze miasta Székesfehérvár, tradycyjnego miejsca koronacji i pochówku władców Węgier. Nigdy nie została koronowana na królową Czech i nigdy nie przekroczyła granic Czech, ponieważ jako katoliczce czescy husyci zakazali jej wstępu do czeskich zamków. 6 października 1502 roku w Budzie poślubiła Władysława II Jagiellończyka (była jego trzecią i ostatnią żoną).
23 lipca 1503 urodziło się pierwsze dziecko pary - córka Anna Jagiellonka. Pomogło to rozluźnić napięte stosunki z cesarzem rzymskim Maksymilianem I, który zaoferował Władysławowi małżeństwo jego małej córeczki z którymś ze swoich wnuków (potem ustalono, że będzie nim Ferdynand I Habsburg).
1 lipca 1506 roku Anna urodziła syna – Ludwika II. Poród był przedwczesny, ale dziecko udało się uratować. Królowa zmarła niedługo potem – 26 lipca – w wyniku gorączki połogowej.

## Genealogia
| Jean I de Foix-Candalle ur. ok. 1415 r. zm. ok. 1490 r. | Jean I de Foix-Candalle ur. ok. 1415 r. zm. ok. 1490 r. |                                    |                                    | Małgorzata de la Pole ur. przed 1421 zm. 1485 | Małgorzata de la Pole ur. przed 1421 zm. 1485 |  |  | Gaston IV de Foix-Grailly ur. 1422 r. zm. 1472 | Gaston IV de Foix-Grailly ur. 1422 r. zm. 1472 |                                                    |                                                    | Eleonora I Aragońska ur. 1425 r. zm. 1479 r. | Eleonora I Aragońska ur. 1425 r. zm. 1479 r. |
|                                                         |                                                         |                                    |                                    |                                               |                                               |  |  |                                                |                                                |                                                    |                                                    |                                              |                                              |
|                                                         |                                                         |                                    |                                    |                                               |                                               |  |  |                                                |                                                |                                                    |                                                    |                                              |                                              |
|                                                         |                                                         | Gaston II de Foix-Candale zm. 1500 | Gaston II de Foix-Candale zm. 1500 |                                               |                                               |  |  |                                                |                                                | Katarzyna de Foix ur. po 1460 r. zm. przed 1494 r. | Katarzyna de Foix ur. po 1460 r. zm. przed 1494 r. |                                              |                                              |
|                                                         |                                                         |                                    |                                    |                                               |                                               |  |  |                                                |                                                |                                                    |                                                    |                                              |                                              |
|                                                         |                                                         |                                    |                                    |                                               |                                               |  |  |                                                |                                                |                                                    |                                                    |                                              |                                              |
|                                                         |                                                         |                                    |                                    |                                               |                                               |  |  |                                                |                                                |                                                    |                                                    |                                              |                                              |

|                                                |                                                | Władysław II Jagiellończyk ur. 1 III 1456 zm. 13 III 1516 OO 6 X 1502 | Władysław II Jagiellończyk ur. 1 III 1456 zm. 13 III 1516 OO 6 X 1502 | Anna de Foix-Candalle ur. 1484 zm. 1506 | Anna de Foix-Candalle ur. 1484 zm. 1506 |  |  |  |  |
|                                                |                                                |                                                                       |                                                                       |                                         |                                         |  |  |  |  |
|                                                |                                                |                                                                       |                                                                       |                                         |                                         |  |  |  |  |
| Anna Jagiellonka ur. 23 VII 1503 zm. 27 I 1547 | Anna Jagiellonka ur. 23 VII 1503 zm. 27 I 1547 | Ludwik II Jagiellończyk ur. 1 VII 1506 zm. 29 VII 1526                | Ludwik II Jagiellończyk ur. 1 VII 1506 zm. 29 VII 1526                |                                         |                                         |  |  |  |  |